# Lucien Kroll
Pour les articles homonymes, voir Kroll.
Lucien Kroll, né le 17 mars 1927 à Bruxelles et mort le 2 août 2022 dans la même ville, est un architecte belge. Son père est un ingénieur et sa mère infirmière en Suisse. Il fonde avec Simone Kroll l'atelier d'Architecture Simone & Lucien Kroll. Ils sont considérés comme les fondateurs — dès 1960 — de l'architecture participative.

## Biographie
En 1945, Lucien Kroll s’inscrit à l'École Saint-Luc de Liège où il se lie d'amitié avec Charles Vandenhove. En 1948, ils partent tous deux poursuivre leur formation à l’ENSAV à Bruxelles (aujourd'hui la faculté d'architecture de l'université libre de Bruxelles). Élève à l’ENSAV (aujourd'hui la Faculté d'architecture de l'université libre de Bruxelles) et à l’Institut supérieur international d’urbanisme appliqué, il est membre fondateur de l’Institut d’esthétique industrielle.
Au sortir des études, diplômé en 1951, il s'associe un temps avec son condisciple Vandenhove, avant que leurs parcours ne divergent.
Lucien Kroll s'installe comme architecte à son compte en 1957, alors qu'il vient de rencontrer Simone Pelosse, la « potière du Vieux-Lyon », lors d’une exposition de céramique à Bruxelles. Née à Lyon, passée par les Arts et Métiers de Paris, Simone Pelosse est alors établie comme céramiste reconnue tout en s'engageant politiquement dans la préservation de son quartier. Les intellectuels lyonnais défilent autour de son four. Kroll va lui rendre visite plusieurs fois à Lyon avant de lui déclarer sa flamme. Elle deviendra sa collaboratrice et l'épousera en 1965.
Ensemble, ils fondent l’Atelier d'architecture Simone & Lucien Kroll, très actif entre les années 1960 et 1990. Durant ces années Lucien Kroll et sa femme ont particulièrement bataillé contre l’ennemi désigné : le modernisme et ses déviances fonctionnalistes. Selon Lucien Kroll, l’architecture ne peut pas être rationnelle. « Une maison n’est pas une locomotive ! ».
L’architecte se sera opposé toute sa vie à l’industrialisation du logement et développe une architecture qui se définit au plus près des habitants. Il est ainsi contre « l’alignement disciplinaire » et revendique une architecture libre aux méthodes avant-gardistes. En effet, l’architecture développée par l’atelier Simone & Lucien Kroll s’inscrit dans une grande transdisciplinarité et va puiser dans l’intime des habitants pour leur proposer une architecture à leur image. L’architecture produite ne peut dès lors qu’être collective et participative. Cette nouvelle notion met l’attention sur l’humain dans les projets et fait passer l’architecte de décideur a médiateur. Afin de parfaire leur méthode d’architecture participative, ils consultent, rassemblent, s’imprègnent des quartiers et s’appuient sur des expertises de psychologues, sociologues, ethnologues et pédagogues.
L’engagement et la modestie du couple concepteur produit une architecture singulière et est la signature du bureau Kroll. Le design de l’ensemble de leurs projets résulte d’un processus inclusif de création et d’une perpétuelle réflexion sur le monde qui l’entoure. Ainsi Lucien Kroll inscrit son architecture dans une complexité des tissus sociaux et urbains.
Lucien Kroll définit ce concept par « l’incrémentalisme ». C’est une méthode qui procède par étapes et qui refuse d’établir une démarche rigide et définitive. C’est une attitude qui contredit le rationalisme et sa nature meurtrière. Il est donc étroitement lié à sa recherche de complexité. Si la participation est le moyen principal pour Kroll d’arriver à une complexité humaine et urbaine, l’incrémentalisme est à la fois moyen et expression de cette complexité. Il est en effet utilisé par l’architecte dans sa pratique de terrain et de chantier, il influe sur la construction et la manière de développer l’urbain par des processus itératifs et dialectiques entre les habitants, les concepteurs et surtout les corps de métiers. Sans incrémentalisme, sans méthodologie souple, la complexité ne peut s’exprimer.
Kroll est notamment l'auteur d'une partie importante du campus de l'UCLouvain Bruxelles Woluwe de l'université catholique de Louvain. Le bâtiment principal du site est la Maison médicale, « la Mémé », qui rappelle un bidonville par l'utilisation de multiples matériaux, d'absence de symétrie, un aspect chaotique et des couleurs différentes.
En 1982, il a également réalisé la station de métro Alma. Il est l'un des rares architectes à trouver grâce aux yeux du créateur autrichien Hundertwasser, célèbre pour ses architectures et ses manifestes écologiques radicaux.

## La Vicinitude (1961-1964)
Lucien Kroll propose un autre mode de vie qui s'éloigne de l'individualité des maisons unifamiliales. Cette architecture plus généreuse comprend divers logements collectifs qui a pour but de réunir des amis, de la famille, et des inconnus dans des volumes d'habitation tracés à la mesure de chacun. Ainsi, un terrain à Auderghem (Belgique) qui devait normalement recevoir cinq villas est occupé par un bureau et quinze logements de dimensions très différentes, le bureau et un appartement appartenant à Lucien Kroll.
Contrairement aux banlieues pavillonnaires qui pullulent à cette époque, ce projet est né d’une intuition venue un peu par hasard et surtout par envie personnelle d’expérimenter un habitat collectif novateur.
Le projet est dès lors appelé la « vicinitude ». Ce mot, inventé par Lucien Kroll est défini comme « la distance au-delà de laquelle les interlocuteurs ne se rencontrent plus naturellement ». Lucien Kroll a à la fois l’ambition spatiale de « faire village » autant que celle, sociale, de « faire collectivité ».
Ainsi il démontre qu’il est possible de se passer du système de vente sur plan en considérant les habitants non pas comme de simples acheteurs mais comme des cocréateurs, comme des coopérateurs libres et simplement comme des voisins aimables. Cet ensemble concrétise l’entente d’un groupe de quelques personnes qui se sont fait une confiance mutuelle profonde et qui ont cru à une initiative créatrice humaine.

## La Mémé (Maison des étudiants en médecine/Maison médicale)
Ce projet nait dans le contexte socio-politique particulier du « Walen buiten ». Entre 1967 et 1968, une crise prend de l’ampleur en Belgique : les nationalistes flamands veulent faire déguerpir la section francophone de l’Université catholique de Louvain, cette dernière se trouvant dans la province du Brabant flamand. Cette crise a induit une délocalisation de la partie francophone de l’université. Le 18 septembre 1968, l’Université catholique de Louvain (UCL) ainsi renommée se verra officiellement contrainte de quitter Louvain. L’UCL devait créer un campus appelé Louvain-la-Neuve à Ottignies dans le Brabant wallon et un autre, destiné aux sciences médicales, à Woluwe-Saint-Lambert à Bruxelles.
En mai 1968, parallèlement à la crise politique de Louvain du « Walen buiten » et la création de l’UCL, des mobilisations estudiantines dénoncent un peu partout en Europe l’autoritarisme, l’enseignement archaïque et une liberté d’expression brimée. Ce mouvement venant de France exprime la prise de conscience de la jeunesse dans sa responsabilité dans un monde social et politique. Ils demandent plus de démocratie et de représentativité au sein de la gestion et du conseil de l’université.
C'est dans ce contexte que le projet de « zone sociale » initialement porté par les autorités de l’UCL pour le campus des médecins à Woluwe-Saint-Lambert a été rejeté par les étudiants, ces derniers faisant le rapport entre l’architecture imposée et le comportement qu’on voulait leur faire adopter. Les étudiants ont proposé de pouvoir choisir l’architecte et ont opté pour le bureau de Lucien Kroll.
L’architecture que proposait l’atelier Kroll était en marge du modernisme promu par les autorités académiques. Il formule une architecture qui fait écho aux revendications des étudiants. Il travaille une architecture fondée sur la participation dynamique des occupants. Fidèle à ses pensées Lucien Kroll inclut les étudiants dans l’élaboration du projet, et base comme toujours son architecture sur l’écoute et la prise en compte de leur choix. Cette approche se fait par le biais d’un langage architectural qui se veut « ordinaire », via l’usage de matériaux simples et traditionnels. Pour ce programme qui couvre près 4 hectares, l’atelier Kroll prend conseil auprès de l’architecte paysager Louis Le Roy pour aménager le site qui est entièrement piétonnier. L’aménagement respecte le caractère évolutif et la complexité des écosystèmes, privilégie les essences indigènes et s’élabore avec la participation des étudiants, des riverains et aussi des maçons dont le rôle est d’accentuer la continuité organique entre le sol, les plantations et l’architecture qui en émerge.
Le campus de Woluwe-Saint-Lambert est le témoin d’une expérience de composition participative et est un manifeste du refus de la modernité. Le complexe de la mémé témoigne également d’une rencontre inédite en Europe entre les aspirations émancipatrices de la jeunesse révoltée et les recherches d’un architecte visant à affranchir la pratique de l’architecture d’un fonctionnalisme. Pour ces raisons, depuis 2018, la mémé et les autres bâtiments de l’atelier Kroll sur le campus sont en procédure d’inscription sur la liste de sauvegarde.

## La maison Oury

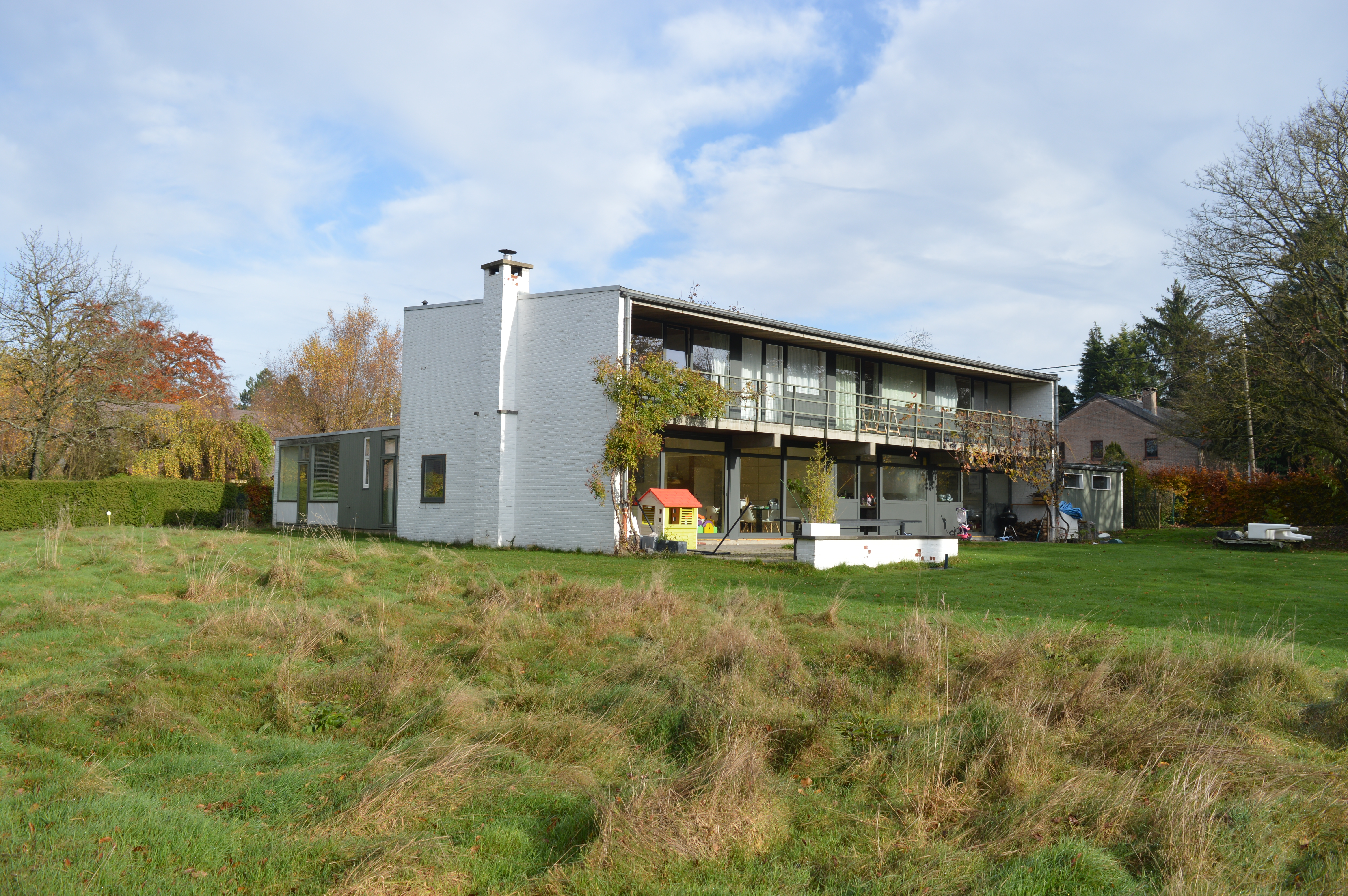
La maison Oury vue à partir du jardin.

Une de ses premières œuvres est la maison Oury, une habitation unifamiliale située au 137 voie de Liège à Embourg. Elle a été construite entre 1962 et 1963 pour le compte de monsieur Oury, ancien importateur de bois. Celui-ci étant aussi le matériau de prédilection pour sa maison, il ne renonce pas pour autant à la brique et au béton pour les murs porteurs qui forment quatre travées régulières. Le plan en L de la maison s’ouvre très largement au sud, tandis qu’on rejette au nord l’escalier et les couloirs qui distribuent les pièces. Le balcon, ainsi que la toiture débordante, ont été pensés pour empêcher toute surchauffe en été.

## Réalisations
1954: Deux maisons avec Ch. Vandenhove -Waterloo, Belgique 
1955: Centre paroissial avec Ch. Vandenhove -La Roche-Tangissart, Belgique 
1955: Chapelle avec Ch. Vandenhove et G. Watelet-Pont-de-Bonne - Modave, Huy, Belgique 
1956: Restaurant touristique, avec R. Bastin et Ch. Vandenhove -Barrage d'Eupen, Belgique 
1956: Triennale de Milan, pavillon belge 
1957: La Clairière - Abbaye de Maredsous, Belgique 
1957: Maison Toussaint - Uccle, Belgique 
1957: Centre social italien avec A. Constant - Seraing, Belgique 
1958: Maison Samuel - Sept-Fontaine, Belgique 
1958: Maison M.-Sorinnes, Belgique 
1959: Maison -Auderghem, Bruxelles, Belgique 
1960: Chapelle-Linkebeek, Belgique 
1960: Maison M. - Dinant, Belgique 
1960: Maison L.-Salzinnes, Belgique
1961: Maison Vercheval - Jodoigne, Belgique 
1961: Maison N.- Evrehailles, Belgique 
1961: Facultés médicales, université Notre Dame-de-la-Paix-Namur, Belgique 
1961: Quinze logements groupés et bureaux -Berlaimont-Geyskens, Auderghem, Bruxelles, Belgique 
1962: Chapelle-Waharday abbé Delvigne, Belgique 
1962: Maison O. Embourg - Liège, Belgique 
1962: Maison M.-Waterloo, Belgique 
1962: Instruments électroniques pour M.B.L.E. - Belgique 
1963: Centre de rencontres - Abbaye de Chevetogne, Belgique 
1964: Chapelle dominicaine -Leys, Bruxelles, Belgique
1964: Maisons Kraainem - Belgique 
1964: Maison P. -Watermael-Boitsfort, Belgique 
1964: Villa L.- Pont-de-Bonne, Belgique 
1965: Maison familiale -Braine-l'Alleud, Belgique 
1965: Complexe Louiseville -Porte Louise, Bruxelles, Belgique 
1965: Préfabrication d'éléments en bois sans suite - Foire de Namur, Belgique
1966: Cloître bénédictin Gihindamuyaga - Butare, Rwanda 
1966: Étude pour la nouvelle capitale - Kimihurura, Rwanda 
1966: Étude pour l'hôpital universitaire - Butaré, Rwanda 
1966: Étude pour le palais présidentiel - Kigali, Rwanda 
1966: Étude pour le palais présidentiel Butaré, Rwanda 
1966: Maison C.-Waterloo, Belgique 
1966: École technique avec E. Lambin - Fontaine-l'Évêque, Belgique 
1967: Maison Toussaint - Wemmel, Belgique 
1967: Étude d'un programme national de logement social -Rwanda 
1967: Centre coopératif agraire -Nyabisindu, Rwanda 
1967: École primaire - La Louvière, Belgique 
1968: Église - Biesmerée, Belgique 
1969: 1re Maison VDM - Courtrai, Belgique 
1970: Quartier des facultés de médecine de l'Université catholique de Louvain, avec L. G. Le Roy pour le paysage -Woluwe-Saint-Lambert, Belgique 
1970: Coabite, quatre cent cinquante logements - Belgique 
1970: Maison Smida - Belgique 
1970: Chapelle Longeau - Athus, Belgique
1971: Paroisse et maison de dominicains - Rixensart, Belgique 
1971: École artisanale - Namur, Belgique 
1972: Maison-Wezembeek-Oppem, Belgique 
1972: Étude d'urbanisme - Barvaux, Belgique 
1972: Maison V. Malmedy, Belgique 
1973: Maison P. Tervuren, Belgique 
1974: École d'arts appliqués dans une ferme d'accueil social - Belgique, sans suite 
1974: Bâtiment de vie commune pour des étudiants de Louvain-la-Neuve - Belgique, sans suite 
1974: Transformation d'une maison en cabinet médical -Watermael-Boitsfort, Belgique 
1974: Maison H.-Dion-Valmont, Belgique 
1974: Maison pour dominicains - Ottignies, Belgique 
1975: 2e Maison VDM - Wépion, Belgique
1975: Maison S.- Tervuren, Belgique 
1975: Maison W.-Tervuren, Belgique 
1975: Maison C.-Hastière, Belgique 
1975: Maison S.-Hoeilaart, Belgique 
1976: Participation à la Biennale de Venise - Italie 
1976: Étude urbanistique Bouvignes, Belgique 
1976: Maison A. -Ophain, Belgique
1977: Brasseries Kronenbourg "une usine-ville" - Sélestat, France, sans suite
1977: Cent cinquante maisons, Les Vignes Blanches - Cergy-Pontoise, France 
1977: Étude d'urbanisme - Barvaux, Belgique 
1977: Concours pour l'Université - Kassel, Allemagne, sans suite
1978: Concours - Puiseux, France, sans suite 
1978: Concours - Bernalmont, Liège, sans suite 
1978: Maison Van Goethem -Nassogne, Belgique 
1978: Étude d'urbanisme - Witten, Allemagne 
1978: Exposition - Utrecht, Pays-Bas 
1978: Soixante-quatre logements - Nieuwegein, Pays-Bas 
1978: Restructuration de la ZUP de Perseigne - Alençon, France 
1979: Cent logements - Bouwfonds, Pays-Bas 
1979: Lotissement - Ferrière-la-Petite, France, sans suite 
1979: Transformation de l'Académie d'expression pour le geste et la parole -Utrecht, Pays-Bas 
1979: Station de métro Alma -Woluwe-Saint-Lambert, Belgique 
1979: Maison Oury - Belgique 
1979: Complexe de bureaux -Brühl-Köln, Allemagne, sans suite 
1979: Exposition - Bologne, Italie 
1980: Quatre-vingts maisons en semi collectif et trente maisons individuelles - Émerainville, Marne-la-Vallée, France
1981: Maison C.-Lasne, Belgique 
1981: Maison Goulet, pavillon sur un toit - Paris, France 
1981: École primaire Saint-Germain, France 
1981: Dix maisons -La Roche-Clermault, France 
1981: Siège de Claeys, entreprise de graines - Lille, France, sans suite 
1981: Concours pour l'école d'architecture de Vaulx-en-Velin - Lyon, France, sans suite 
1982: Cent logements - Le Haillon, France, sans suite 
1983: École Saint-Germain, Indre-et-Loire, France 
1983: École Lerné-Loire, France 
1983: Lycée professionnel ETI - Belfort, France 
1983: École - Le Haillan, Bordeaux, France 
1983: Hôtel Bruges - Bruges, Belgique 
1984: Restructuration de cent soixante logements - Amiens Étouvie, France, sans suite 
1984:Deux villas -Knokke, Belgique, sans suite 
1985:Étude pour la restructuration du centre-ville et commercial, Le Chêne Pointu Clichy-sous-Bois, France 
1985: Cent vingt-neuf logements Haarlem Bouwfonds - Haarlem, Pays-Bas 
1985: Heist-sur-Mer, Belgique, sans suite 
1985: Trente-sept maisons Maison de retraite Duinpieper - Oostende, Belgique 
1986: Hôtel-Knokke-Heist, Belgique, sans suite 
1986: École Elsa-Triolet Saint-Denis, France, sans suite 
1986: Maison Beeckmans-Bruxelles, Belgique 
1987: Étude pour mille logements -Groothandelsmarkt, La Haye, Pays-Bas 
1987: Immeuble de douze appartements -Knokke, Belgique 
1987: Centre d'échanges (devenu le Parlement européen) -Quartier Léopold, Bruxelles, Belgique, sans suite 
1987: Restructuration de deux cent quarante-quatre logements HLM Aménagement d'une salle pour Bruxelles, Belgique, sans suite
1987: Beauzelle, Toulouse, France, sans suite 
1987: Maison Roberti - Louvain, Belgique 
1987: le Dynamusée - Musée royal d'Art et d'Histoire du Cinquantenaire 
1988: Quatre cent cinquante-deux logements - Cugnaux, Toulouse, France, sans suite 
1988: Magasin Cora -Andelnans, France, sans suite 
1988: Les Marronniers, Maison d'accueil spécialisée - Cépet, Toulouse 
1989: Restructuration du collège Michelet -Saint-Ouen, France 
1989: Étude pour la restructuration du quartier Becquet-Blanc-Mesnil, France Quartier Ecolonia - Alphen-sur-le-Rhin, Pays-Bas 
1989: Concours pour l'université Jean-Monnet -Saint-Étienne, France, sans suite 
1989: Restructuration de soixante appartements et construction de trente Bethoncourt, Montbéliard, France -Pessac, Bordeaux, France 
1989: Concours pour la réorganisation Restructuration d'un quartier, cent cinquante-huit logements, du zoo de Blijdorp -Rotterdam, Pays-Bas, sans suite 
1990: Cent vingt maisons pour personnes âgées -Valenciennes, France, sans suite 
1990: Concours pour deux cent cinquante logements Gelsenkirchen, Schüngelberg, Allemagne, sans suite 
1990: Trente-cinq logements sociaux - Nieuwegein, Utrecht, Pays-Bas, sans suite 
1990: Concours "Une vie nouvelle pour Gennevilliers" -Gennevilliers, France, sans suite 
1990: Hôtel de ville -Argenteuil, France, sans suite 
1990: Étude d'urbanisme porte de ville - Colmar, France 
1990: Étude d'urbanisme NR92 -Bezons, France 
1990: Maison de la Nature -Lac du Malsaucy, Belfort, France 
1990: École Valentin -Besançon, France, sans suite 
1991: Conception du toit de la gare centrale - Bochum, Allemagne, sans suite 
1991: Cent logements - Fribourg-en-Brisgau – Allemagne, sans suite 
1991: Université Fort-Vauban 1 - Nîmes, France, sans suite 
1991: Logements sociaux 1 Rezé, Nantes, France, sans suite 
1991: "La Banane" - Rouen, France, sans suite 
1991: Maison Argenson - Bart, France Maison de retraite - Olonne-sur-Mer, France 
1991: Projet d'aménagement d'une rive - Canal de Tourcoing, France, sans suite 
1991: Projet de restructuration d'un quartier - Le Havre, France, sans suite 
1991: Projet de restructuration de 
1992: Soixante-quinze logements sociaux - Fribourg-en-Brisgau, Allemagne, 
1992: Jardins, Festival international sans suite des Jardins - Chaumont-sur-Loire, France 
1992: Concours, Auteuil - France, sans suite 
1992: Immeuble de la Croix-Rouge - Aulnay-sous-Bois, France, sans suite 
1992: Participation à l'étude pour la transformation du prix de Rome belge en bourses de recherche - Belgique, sans suite 
1992: Concours pour la restructuration d'un quartier Vaulx-en-Velin, France, sans suite 
1992: Cent vingt-cinq logements 1 Haarlem, Pays-Bas 
1992: Restructuration d'une ZUP - Valdegour, Nîmes, France, sans suite 
1992: Projet de transformation d'une barre de logements avec les habitants - Frais-Vallon, Marseille, France, sans suite 
1992: Jardin - Niort, France Concours Chicago-Tribune - Cabrini-Green, Chicago, États-Unis, sans suite 
1993: Quatre-vingt-cinq maisons -Saint-Dizier, France 
1993: Étude d'urbanisme -Bois-le-Duc, Pays-Bas, sans suite 
1993: Concours -Spreeinsel, Berlin, Allemagne, sans suite 
1994: Concours de restructuration d'un îlot urbain - Gorbitz, Dresde, Allemagne 
1994: Atelier pour la transformation de HLM Hellersdorf-Berlin, Allemagne 
1994: Mens en Ruimte, Waterschei, Genk, Belgique, sans suite 
1994: Groupement d'habitats variés Lotissements - Zevenaar, Pays-Bas 
1994: Ferme du Sens - Lille, France 
1994: Concours sur l'hypercentre Houthavens -Amsterdam, Pays-Bas, sans suite 
1995: Maison Beeckmans -Auderghem, Belgique 
1995: Concours pour un hôpital psychiatrique - Amsterdam, Pays-Bas, sans suite 
1995: Concours pour un lycée en haute qualité environnementale -Calais, France, sans suite 
1995: Concours Écologis "La maison écologique parfaite" - Paris, France, sans suite 
1996: Réparation d'un bidonville de réfugiés espagnols Cristino-Garcia -Saint-Denis, France, sans suite 
1996: Concours pour la transformation de HLM - Allonnes, Le Mans, France, sans suite 
1997: Lycée des technologies Lycée Jacquard en haute qualité environnementale - Caudry, France 
1997: Centre pour handicapés mentaux Pinel -Amiens, France, sans suite 
1997: École primaire Don Milani de communication, HQE -Limoges, France, sans suite –
1997: Faenza, Italie Théâtre en centre ancien -Montesilvano, Italie, sans suite 
1997: Lotissement-Autre-Église, Brabant wallon, Belgique, sans suite 
1998: Étude d'urbanisme - Chinon, France 
1998: Transformation d'un îlot urbain, cent trente logements -Dordrecht, Pays-Bas 
2000: Transformation Kleiburg - De Bijlmer, Amsterdam, Pays-Bas, sans suite 
2000: Restructuration d'un immeuble -Leeuwarden, Pays-Bas, sans suite 
2000: Clinique psychiatrique La Chesnaie -Chailles, France Huit maisons d'éclusiers le long de la Saône - France, sans suite 
2000: Lycée agricole du Subdray -Bourges, France, sans suite 
2000: École d'horticulture - Pflixbourg, Wintzenheim, France, sans suite 
2000: Exposition "Stabulations Libres" avec K. Maruyama et P. Bouchain - Le Blac, Bruxelles, Belgique 
2001: Restructuration quartier Presikhaaf -Arnhem, Pays-Bas, sans suite 
2002: Maisons pour trois familles, avec Friedensreich Hundertwasser - Woondroom, Apeldoorn, Pays-Bas, sans suite 
2003: Étude d'urbanisme - Vrijheidswijk, Leeuwarden, Pays-Bas, sans suite 
2003: Cent soixante logements le long de l'autoroute -Goirle, Pays-Bas, sans suite 
2003: Quarante maisons, Woondroom - Apeldoorn, Pays-Bas 
2003: Cent maisons pour l'OPM HLM - Quartier des Brichères, Auxerre, France 
2003: Restructuration d'une ancienne cité sociale - Torino, Italie, sans suite 
2004: Restructuration d'une école technique, Robert-Schuman-Institut - Eupen, Belgique
2006: Trente logements sociaux - Liévin, France, sans suite 
2006: Concours pour la réutilisation de l'autoroute -Saint-Denis, France, sans suite 
2006: Participation au pavillon de la France "Métavilla" - Biennale de Venise, Italie
2007: Quarante-deux maisons en centre ancien - Place des Veens, Auxerre, France – 
2007: Quarante logements - Bourneil, Auxerre, France 
2007: Concours pour trois cent cinquante logements - Gare d'Auteuil, Paris, France, sans suite Couses 
2009: Cabinet médical Marie-Kroll -Bruxelles, Belgique 
2009: Concours pour la transformation du centre de formation et d'entraînement nazi - Vogelsang, Allemagne, sans suite 
2009: Concours pour une école primaire, École Bockstael - Belgique, sans suite
2009:  Concours pour une école d'infanterie - Montpellier, France, sans suite 
2010: Trente-sept logements - Auxerre, France 
2010: Étude pour la conception d'équipements publics - Pernis, Pays-Bas, sans suite 
2013: Soixante logements en "éco-construction-conception" - Auxerre, France, en attente 
2013: Transformation de la station de métro Alma -Woluwe-Saint-Lambert, Belgique 
2013: Exposition "Simone et Lucien Kroll, une architecture habitée" au Lieu unique - Nantes, France

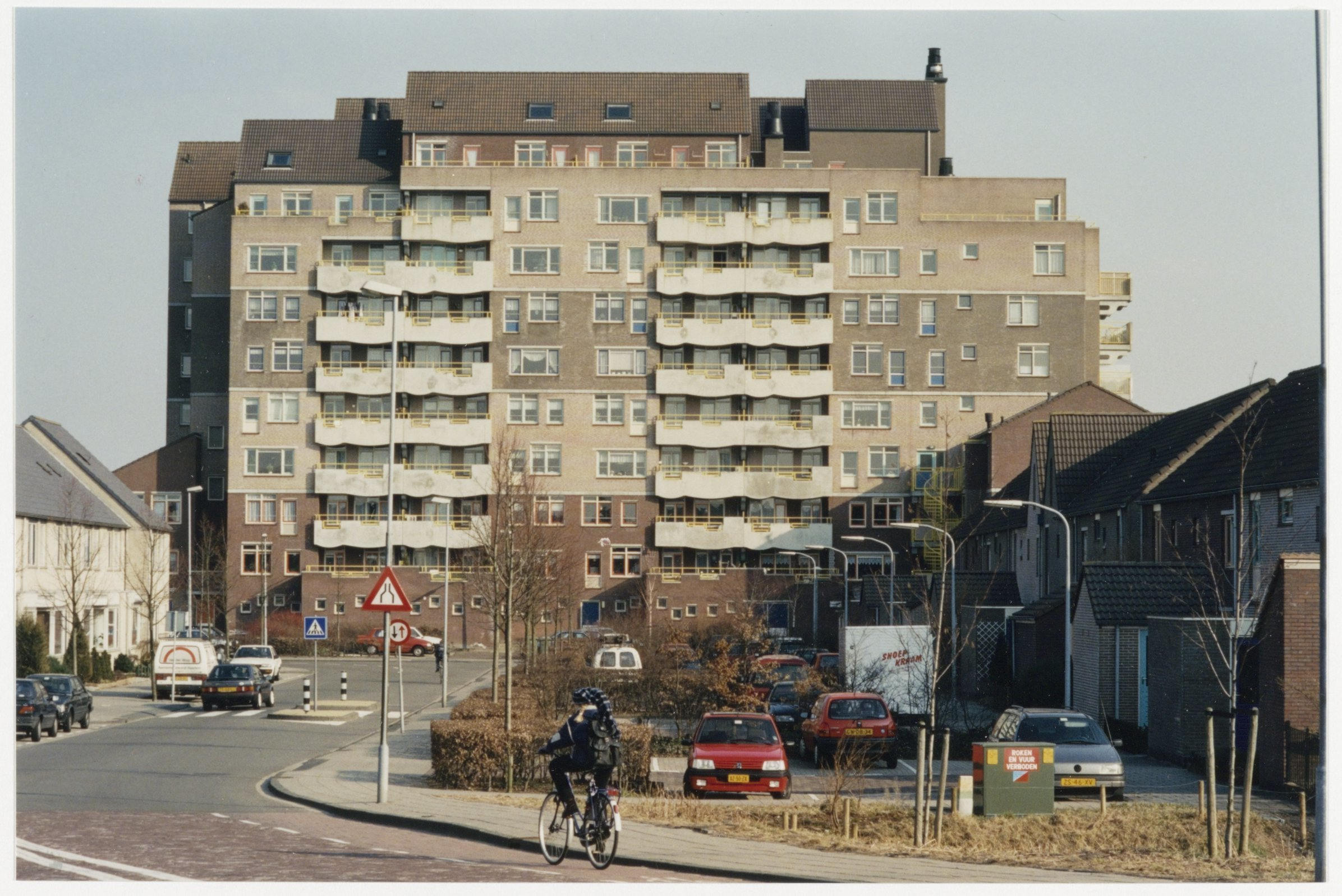
Haarlem.
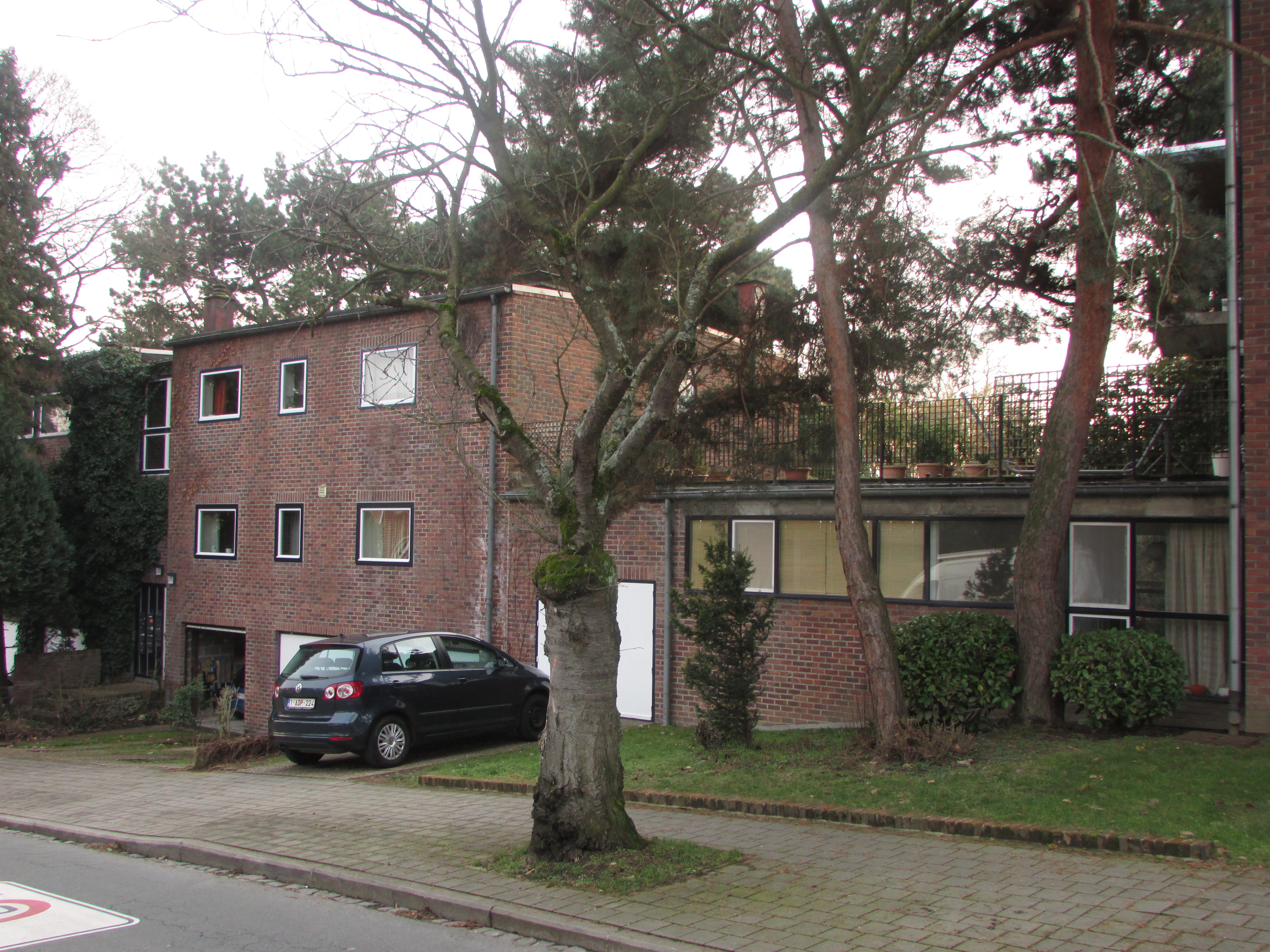
Auderghem.
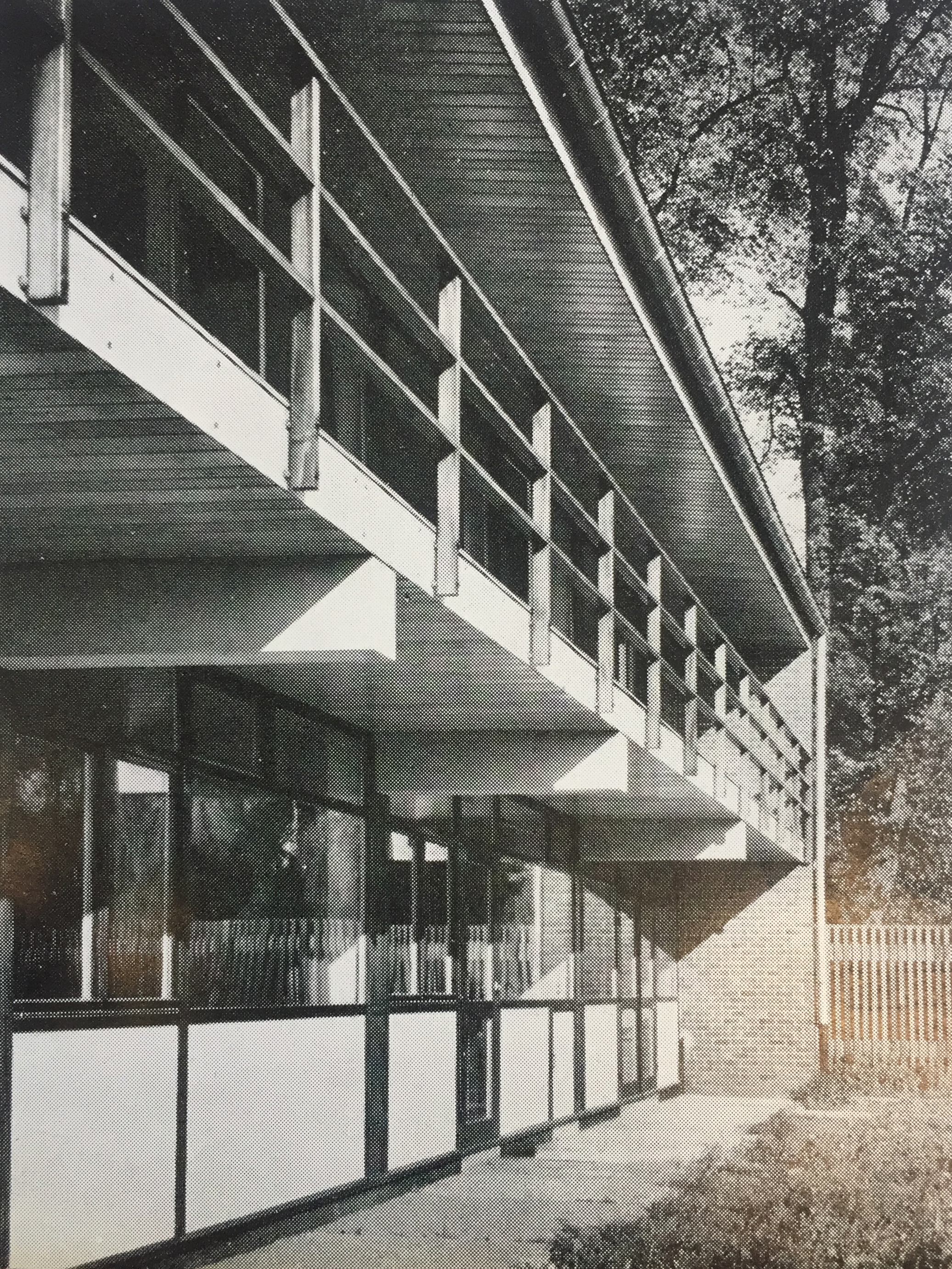
Embourg.
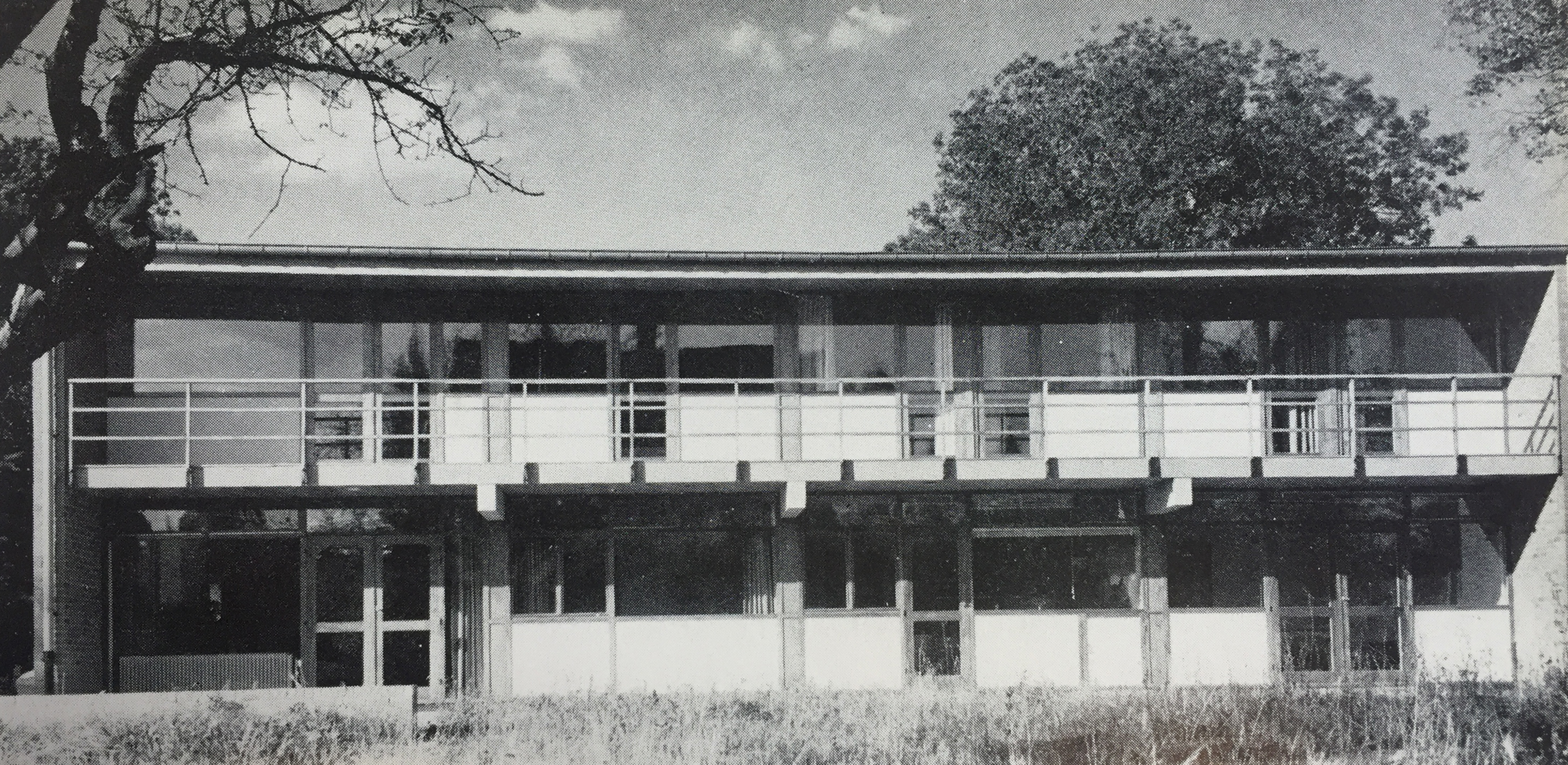
Embourg.

## Publications
Lucien Kroll, « La Zone Douce, La Mémé », trad. Stevan Brown, AA Quarterly, vol. 7, 4, Londres, 1975. 
Christian Hunziker, « Portrait de Lucien Kroll », L'Architecture d'aujourd'hui, nº 183, Paris, 1976. 
Francis Strauven, « De Anarchitectuur van Lucien Kroll », Wonen TA/BK, nº 12, Amsterdam, 1976. 
Marina Waisman,  « La Anarquitectura de Lucien Kroll », Sommarios, nº 33, Cuernavaca, 1979. 
Lucien Kroll, Composants. Faut-il industrialiser l’architecture ?, Socoréma, Bruxelles, 1984. 
Ottokar Uhl, « Vielfalt durch Participation », CAD-Architektur, Müller, Karlsruhe, 1985. 
« L'architecture de la complexité », trad. de Composants par P. Blundell-Jones, Batsford,Londres, 1986. 
Lucien Kroll. Projets et réalisations, édition française (Niggli), édition allemande (Wolgang Pehnt), édition anglaise (Rizzoli, New York), éditions japonaise et néerlandaise, 1987. 
Lucien Kroll, Composants, préface Tsutomu Shigemura, Orion, Tokyo, 1990. 
Pierre Loze, « Lucien Kroll. “L'Anti-architecture” », A+, Bruxelles, 1992. 
Jean-Marie Allain & Lucien Kroll, Valenciennes et ailleurs…, bien vieillir chez soi, L'Harmattan, Paris, 1995. 
Lucien Kroll, Componenten, Presses universitaires de Delft, Delft, 1995. 
Atelier Lucien Kroll, Enfin chez soi, réhabilitation de préfabriqués, Berlin-Hellersdorf, écologies & composants proposition, L'Harmattan, Paris, & WoGeHe, Berlin, 1996
Atelier Lucien Kroll, Bio, psycho, socio/éco. Écologies urbaines, préface de Pierre Loze, L'Harmattan, Paris, 1996. 
Lucien Kroll, Tutto e paesagio. Testo & immagine, Rome, 1998. 
Numéro spécial « Les Trois écologies », rédacteur en chef invité Lucien Kroll, A+, n° 156, Bruxelles, 1999. 
Lucien Kroll, Tout est paysage, Sens & Tonka, Paris, 2001.
Numéro spécial « Lucien Kroll », réal. Alexandre d'Onofrio, Rassegna, nº 105, Rome, 2002. 
Adriano Paolella, « Per il recupero ecologico e sociale dell'abitare », Technologie, Papageno, 2002. 
Lucien Kroll, « Forma e formazione. La casa Famiglia », Bioarchitettura, nº 33, Rome, 2003. 
Lucien Kroll, « “Massima complessità”. Storie di villaggi sostenibili a Auxerre, France », Bioarchitettura, nº 60, Rome, 2010. 
Lucien Kroll, Conversation avec Yvonne Resseler. Regards impressionnistes sur les paysages habités, Tandem, Namur, 2011. 
Simone & Lucien Kroll, Tout est paysage, réédition augmentée, Sens & Tonka, Paris, 2012.

## Sources
- Thierry Paquot, « L'invité Lucien Kroll », Revue Urbanisme,‎ mars-avril 2006 (ISSN 1240-0874, lire en ligne)
- Le site de Lucien et Simone Kroll